# Dolda fakta
Dolda fakta (engelska: Hidden Agenda) är en brittisk thrillerfilm från 1990 i regi av Ken Loach.

## Utmärkelser
Filmen vann Prix du Jury vid filmfestivalen i Cannes 1990.

## Rollista i urval
- Frances McDormand - Ingrid Jessner
- Brian Cox - Kerrigan
- Brad Dourif - Paul Sullivan
- Mai Zetterling - Moa
- Maurice Roëves - Harris
- Michelle Fairley - Teresa Doyle
- Ian McElhinney - Jack Cunningham
- John Benfield - Maxwell
- Des McAleer - Sergeant Kennedy
- Jim Norton - Brodie
- Robert Patterson - Ian Logan
- Bernard Bloch - Henri